# Ian Paice

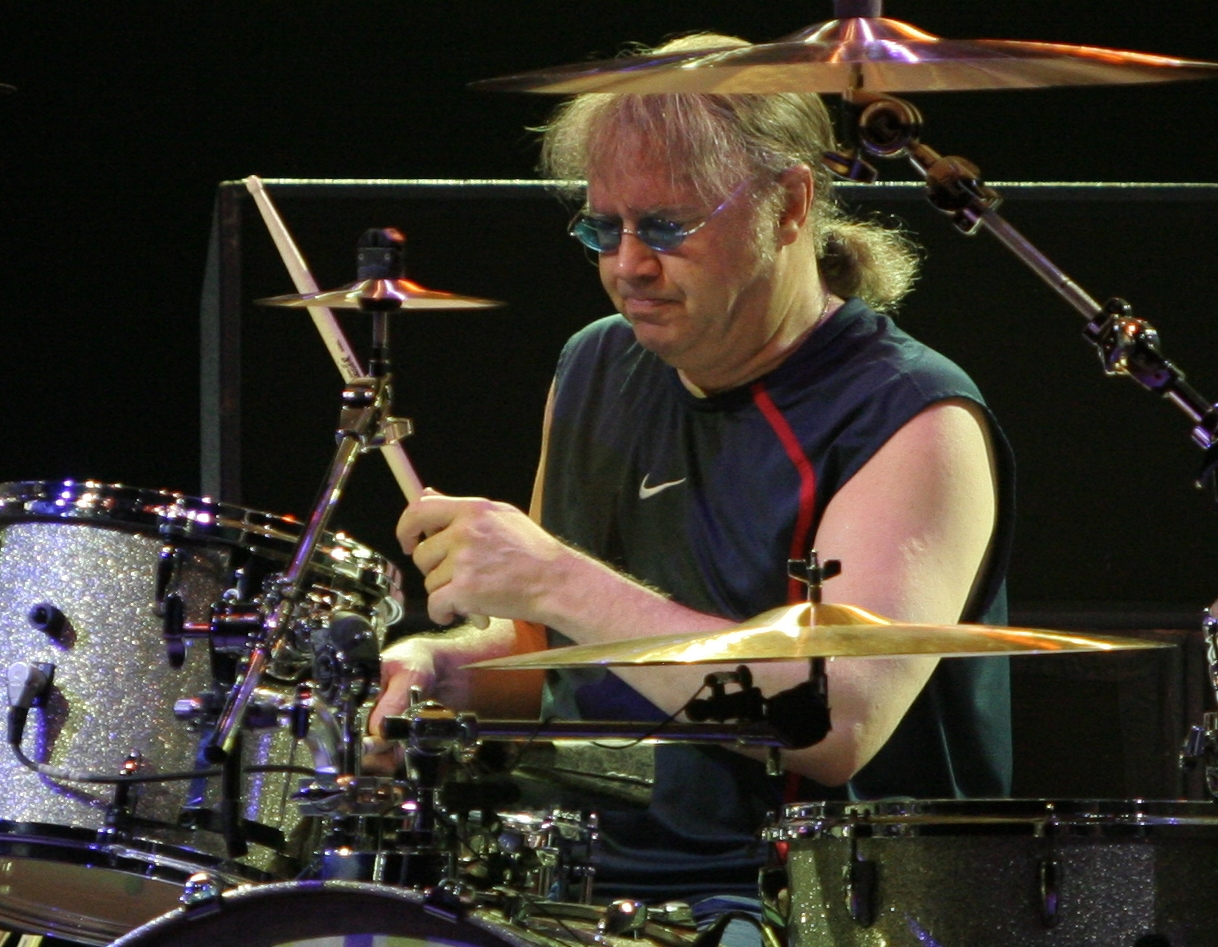
Ian Paice în concert cu Deep Purple în Ontario, Canada (2005)

Ian Anderson Paice (n. 29 iunie 1948, Nottingham, Anglia, Regatul Unit) este un muzician și textier britanic. Este în prezent bateristul trupei de muzică rock, Deep Purple. După ce Jon Lord a părăsit formația în 2002, Paice a rămas singurul membru fondator al grupului care încă activează în Deep Purple.